# منتخب قبرص لسباعيات الرغبي
منتخب قبرص لسباعيات الرغبي هو ممثل قبرص الرسمي في المنافسات الدولية في سباعيات الرغبي .